# 海水浴場

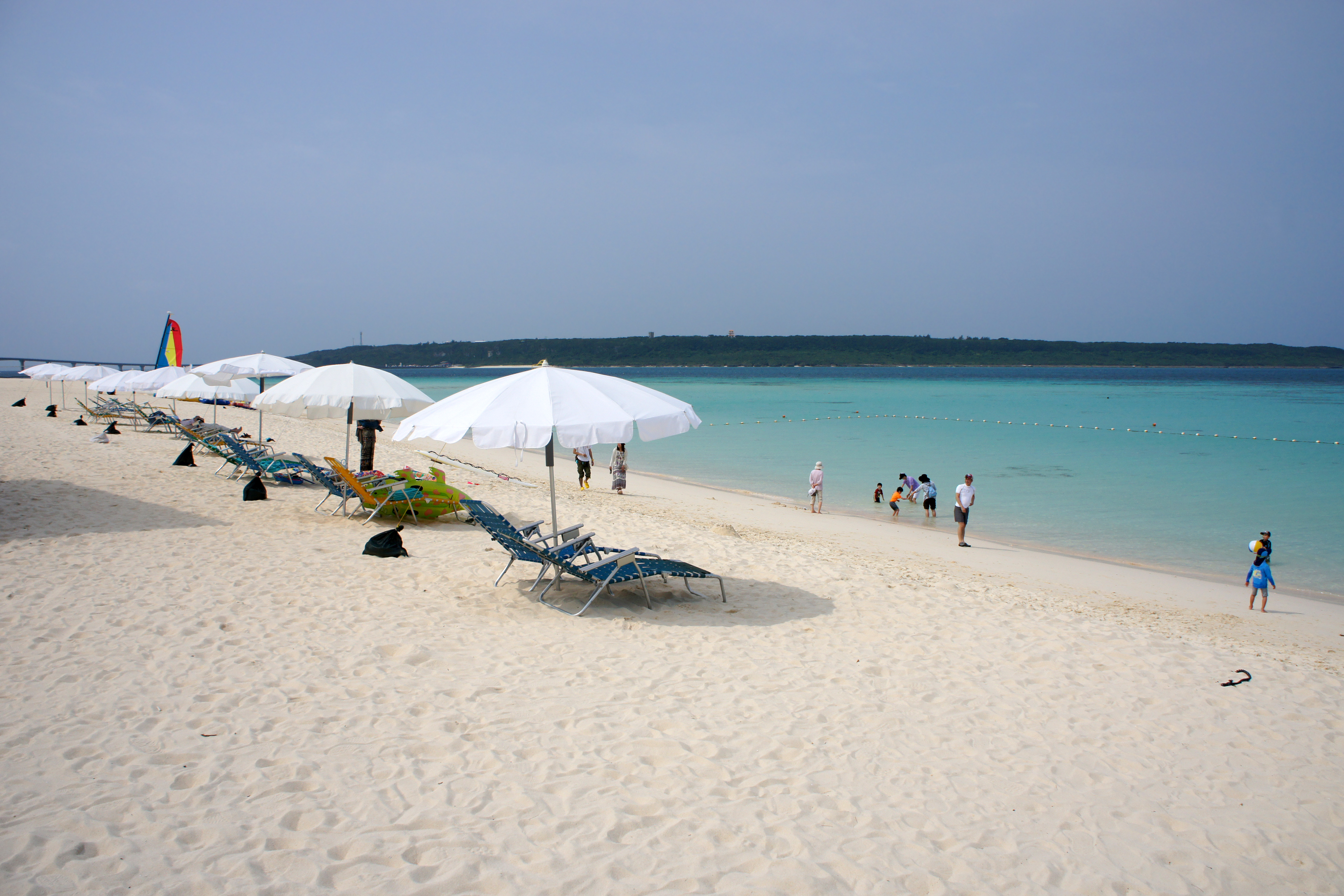
与那覇前浜（沖縄県宮古島市）

海水浴場（かいすいよくじょう）は、砂浜で海水浴を中心とする遊び等を行うための海岸である。遠浅の砂浜で、比較的波が少ない浜辺が適している。
海水浴場と、琵琶湖など湖沼等の淡水に位置するもの（水泳場）とを総称して水浴場と呼ぶ。

## 歴史
それなりの療養施設を設けた「海水浴場」が設置されるのは、産業革命により中産階級（ブルジョワ）が社会をリードする18世紀中頃のイギリスからだった。記録によるヨーロッパ最古の海水浴場は、1740年、イングランド東部、北海沿岸のスカーバラだったといわれる。次いで1754年、イギリスの医師リチャード・ラッセルが、イングランド南部のイギリス海峡に面するブライトンに海水療法療養所を開設し、大変有名になった。
イギリス海峡の対岸、ディエップにフランス最古の海水浴場が開設されたのは1767年。ベルギー、オランダがこれに続く。
1793年にはフリードリッヒ・フランツⅠ世がバルト海沿岸のハイリゲンダムにドイツ最古の海水浴場を設立した。19世紀には地中海に展開する。

## 海水浴場の維持
「遠浅の砂浜」が無い所でも、大量の砂を運び入れ、白砂の砂浜を演出しているところもある。代表的な例はハワイのワイキキビーチで、本来、火山性の黒い砂やレキが広がる海岸線を、日本風に言うところの白砂青松に造り替えている。
1980年代以降の日本では、砂浜が後退傾向になり、離岸堤の設置や養浜などを行う海水浴場は増えている。

## 日本の海水浴場
夏ともなると、家族連れやグループがやってきて、海の家と呼ばれる、軽食等の提供、海水浴用品のレンタル、一時休憩所を兼ねる店が開かれることが多い。海の安全が確認でき、初めて遊泳が解禁される日を「海開き」と呼ぶ。
現在では単に海水浴だけではなく、大きな海水浴場では各種のイベント等が行われることがある。
安全な海水浴を行なうために、地元自治体や商店街等が、砂浜の整備（ゴミ拾いなど）を行なったり、安全に遊泳を行なうための区域を整理したり、監視員を配置したりしている。近年はライフセーバーが常駐するところも増えている。
また、海水浴シーズンの前には必ず保健所による水質検査が行われ、一定基準以上の大腸菌群が検出された場合には閉鎖される。これは、大腸菌自体に害があることを必ずしも意味せず、大腸菌が存在するから他の有害な菌も存在する可能性が高いので危険と判断されるのである。
大雨や雷が接近している場合も遊泳禁止となる。
なお、海水浴場とは異なり、水浴・遊泳には適しているものの施設や監視救護体制が十分整っていないため、自己責任での利用にとどめているものを「海水浴適地」として指定している場合もある。

### 海水浴と安全

津波フラッグ

管理された海水浴場には、監視員やライフセーバーが駐在している。遊泳区域を示す旗（エリアフラッグ）や、遊泳区域を示すブイロープ、監視施設である監視塔などの存在が特徴である。
管理された海水浴場では、監視員やライフセーバーが、旗によって以下のようなさまざまな表示を行っている。国際ライフセービング連盟の指針に準拠した、国際的に共通するものもある。ただし海水浴場によっては異なる運用がなされるともいう。
遊泳区域を示す旗（エリアフラッグ）
エリアフラッグは、赤と黄色の旗で、波打ち際に2本立てられる。旗と旗の間の区域が安全区域を示している。
遊泳条件フラッグ
管理者の指示、その日の遊泳条件を示すためのもの。
- 青色：遊泳可
- 黄色：遊泳注意
- 赤色：遊泳禁止

緊急避難フラッグ（津波フラッグ）
津波の到来が予想されるなど、利用者に緊急避難を伝えるための旗。赤と白の格子模様（国際信号旗のU旗）を用いる。
2011年の東日本大震災後、津波接近を知らせるための旗としてオレンジ色の旗（オレンジフラッグ）や赤色の旗を用いる取り組みが広がったが、2020年に気象庁によって統一が図られた。
- 津波フラッグ

#### シーズン外の海水浴の危険性
例年9月以降は本州付近の海水温が上昇し、本州沿岸ではクラゲが増加するため、本州から離れた沖縄や小笠原諸島を除けば海水浴は危険であるとされる。また、海水浴シーズン外はライフセーバー等による監視も行われず、水質検査も行われず、入水可否情報も発表されないため、クラゲが出現しなくても9月以降の海水浴は危険である。サーフィン等のマリンスポーツは年中行われているが、基本的には海についての知識があることが前提で、事故が起きても自己責任である。

### 日本の海水浴場の歴史
鎌倉時代初期の1211年には鴨長明が尾張国知多郡大野の大野海岸を訪れ、「生魚の御あへもきよし酒もよし大野のゆあみ日数かさねむ」と詠んでいる。「ゆあみ」は「塩浴」（潮湯治）のこととされ、これが日本における海水浴の起源とされる。
1858年、江戸幕府は諸外国と修好通商条約締結した（開国）。この条約の中で外国人の行動範囲を、横浜の場合は六郷川（多摩川下流）以西、開港場から10里以内に制限していた。横浜居留の外国人の行動を制限する外国人居留地が撤廃されるのは、1899年7月17日のことである。江戸時代から観光地だった鎌倉・江の島はこの範囲に含まれていたため、明治維新以来、来遊する外国人も多く見られた。彼らの中には美しい海を見て海水浴を試みる者もあった。
最古の記録は、フランスの法律家ジョルジュ・ブスケの著した『日本見聞記I』である。それによると、1872年8月に「カタシエ（片瀬）で夕食前に海水浴をする。翌日我々は馬に乗って6時に藤沢に着く」とある。
続いて1876年夏、フランスの東洋学者エミール・ギメが片瀬の海で海水浴をしたが、電気クラゲに刺されて岸に戻ったという。
米国の生物学者エドワード・モース博士はシャミセンガイ研究のために江の島に臨海実験場を開設し、1877年8月11日の日記に「同行の帝国大学の外山教授や松村助手らと江の島の海で海水に浴す」とある。
しかし、この地の海水浴場開設に大きな影響を与えたのは医師エルヴィン・フォン・ベルツである。1879年7月6日の『ベルツの日記』によれば、「海水浴場適地を探索するため横浜から馬車で江の島に来訪」し、翌年7月13日の日記には「鍋島侯爵の子ども2人を片瀬へ海水浴に送る」と出てくる。また、1883年、暁星学校の教職員（アルフォンス・ヘンリック神父らフランス人、米国人、日本人）が片瀬で海水浴したという。
神奈川県横浜市金沢区の富岡八幡宮の前の浜は明治維新の頃、横浜の山手・本牧に居留した外国人の娯楽の場所となった。ヘボン式ローマ字で著名な眼科医ジェームス・カーティス・ヘボン博士 (Dr. James Curtis Hepburn) が、富岡海岸の水質が良いことから海水浴を奨励した。1881年ころに「海水浴場神奈川縣廰」という標識が建てられたという。しかしこれは外国人専用だったらしい。
以後、海水浴場が各地に開設されるようになる。「日本最古の海水浴場」を標榜するところを編年順に列記する。
- 1880年 - 沙美海岸（岡山県倉敷市玉島黒崎）に医師坂田待園[6]の薦めで、海水浴による療養施設の為の仮小屋が建設される。
- 1881年
  - 兵庫県須磨海岸にオランダ人医師W・ハイデンによって海水浴場が設置される。
  - 医師だった後藤新平が愛知県常滑市の大野海岸と知多郡南知多町の千鳥ヶ浜に海水浴場を開く。
- 1882年
  - 沙美海岸に本格的な海浜病院を建て、村営海水浴場開設。
  - 10月9日 - 三重県伊勢市二見町の立石浜、オランダ人の医師ポンペからオランダ医学を学んだ初代軍医総監の松本良順によって日本最古の海水浴場として国に指定。
- 1884年 - 三重県二見の旧二見館前に海水浴場が移設され、二見館に海水温浴設備が設けられる。
- 1885年
  - 内務省初代衛生局長の長与専齋の勧めにより鎌倉由比ヶ浜の三橋旅館が海水浴場を開設したことを『東京横浜毎日新聞』で広告。
  - 軍医総監の松本良順が、健康法の一つとして神奈川県の大磯海岸照ヶ崎海岸を海水浴場に認定。当時は「湯治」のように、ただ海水につかったりあがったりを繰り返すだけだったようだ。しかし、まもなくレジャーとして発展し、1898年に発表された『鐵道唱歌』には、「海水浴に名を得たる、大磯見えて波涼し」の歌詞が見られる。

東京近辺では、他に神奈川県橘樹郡田島村（現在の川崎市の南東端）が、海水浴場として知られていた。

1987年制定の総合保養地域整備法以来、開発が盛んに行われたが、一方この開発による影響も課題がある。それは例えば偏った開発（他地域からの資本によりホテル、ゴルフ場ばかりが建つ）、地域の活性化に結びついていない、環境破壊などである
。
また2011年3月11日に発生した東日本大震災に伴う津波に襲われた岩手県、宮城県、福島県では、多くの海水浴場が砂の激減、流れ込んだ瓦礫などで閉鎖され、再開は一部にとどまっている。
2020年に新型コロナウイルス感染症拡大の影響で、全国の海水浴場で当年度の開場見合わせが相次いだ。一部海水浴場では、翌年も開場を見合わせる例もあり、以前の状況に回復するまでには時間を要した。
2024年になると人手不足や少子高齢化、物価高などを理由に海水浴場を閉鎖する自治体も見られるようになった。

## アメリカの海水浴場
海水浴は夏場の身近なレジャーの一つだが、近年、水の汚い海水浴場が増加。2009年7月29日にアメリカ環境保護団体NRDCが行った発表によれば、遊泳禁止や閉鎖に追い込まれた海水浴場は2万件を超えるとされている。

## ヨーロッパの海水浴場
一年を通じて温暖な地中海沿岸が人気である
。地域名としては、スペインのコスタ・デル・ソル、フランスのコート・ダジュールなどにあるリゾートが"Europe's Leading Beach Resort 2012"にノミネートされた。コスタ・デル・ソルではマラガ県のマルベーリャ、コート・ダジュールでは、中世から続くと言われるニースの、なかでもプロムナード・デ・ザングレが知られる
。
他にもイタリアにある世界遺産のアマルフィ海岸、先述の"Europe's Leading Beach Resort"で2008年から2012年まで全ての年で金賞を受けているギリシャのリゾートが有名である。また、ポルトガルのアルガルヴェは"Europe's Leading Beach Destination 2012"で金賞を受賞するほどの土地である。